# Cztery barwy Oi! Vol. 1
Cztery barwy Oi! Vol. 1 – album muzyczny zawierający utwory czterech polskich wykonawców grających muzykę z gatunku Oi!. Wydawcą była wytwórnia Korsarz Oi! Records. Album został wydany w 2005 r. w nakładzie kilkudziesięciu sztuk.

## Historia i album
Album „Cztery barwy Oi! Vol. 1” wydany został w 2005 r. przez wytwórnię „Korsarz Oi! Records”. Pomysł i idea dotyczące wydania takiego albumu związane były z dominującą wówczas w środowisku opinią o kiepskim stanie polskiego Oi!, dodatkowo podsycaną zalewem muzyki tego gatunku pochodzącej z „zachodu”. Ten album miał pokazać, że taka opinia nie jest do końca słuszna, a istniejące i tworzące w Polsce kapele mają sporo do zaoferowania. Muzyka została zamieszczona na płycie kompaktowej. Objęła 24 wybrane utwory muzyczne. Nakład wyniósł kilkadziesiąt egzemplarzy (do 100 kopii). Było to bowiem nieoficjalne wydanie albumu kompilacyjnego w nakładzie limitowanym (wydawnictwo niskonakładowe). Album ma przypisany identyfikator Korsarz Oi! Records – CD 001.

## Wykonawcy
W albumie zamieszczono utwory czterech polskich zespołów muzycznych należących do sceny Oi! (przy czym w albumie znajduje się po sześć utworów każdego z tych zespołów). Są to następujące zespoły muzyczne:
- The Real Horrorshow[1][4] (później zespół przyjął nazwę skróconą – Horrorshow[3][5])
- Rezystencja
- Zbeer
- 4 Packers[1][4].

## Muzyka
Twórczość wszystkich zespołów zaprezentowanych w ramach albumu zaliczana jest do gatunku muzycznego identyfikowanego jako Oi!. Mimo to każdy z tych zespołów prezentuje własne, indywidualne i do pewnego stopnia charakterystyczne dla siebie podejście do muzyki i tematu przewodniego. I nie stoi na przeszkodzie temu ta sama konwencja grania przez wszystkie z nich, dzięki czemu tworzona muzyka przez każdy z zespołów różni się zdecydowanie od pozostałych. Wszystkie wybrane do albumu utwory były wcześniej udostępnione w wydanych przez poszczególne zespoły albumach lub nieoficjalnych wydaniach.
Sześć utworów zespołu The Real Horrorshow pochodziło z wydanego na kasecie magnetofonowej albumu „Ultra Kuku” z 1996 r.. Charakterystyczną pod względem muzycznym cechą tej kapeli jest umiejętne łączenie w twórczości muzyki Oi! i ska. Następny z listy zespół Rezystencja, to zespół już ówcześnie o ugruntowanej pozycji. Na tej składance zamieszczono utwory pochodzące z albumu „To jest nasza muzyka”, wydanym na kasecie magnetofonowej w 1998 r.. Nowością dla tego materiału było włączenie do tworzonych kompozycji nowego wówczas dla zespołu instrumentu – saksofonu. Trzeci z zespołów – Zbeer – znany jest z żywiołowej muzyki, która łączy Oi! z elementami hardcore. Sama muzyka emanuje młodzieńczą werwą i ciekawymi pomysłami. Prezentowane nagrania pochodzą z pierwszego albumu wydanego na kasecie magnetofonowej w 2000 r. zatytułowanego „Time To Unite”. Najmniej znanym ówcześnie zespołem z czwórki kapel prezentowanych w albumie była ostatnia na liście formacja 4 Packers. Prezentowane utwory były wcześniej – do czasu tego wydawnictwa – udostępnione jedynie w postaci nieoficjalnych kopii płyt CDr. Prezentowana przez zespół muzyka to Oi! na przyzwoitym poziomie, bez szczególnych wzlotów czy kompilacji z innymi rodzajami muzyki.
Podsumowaniem tej kompilacji na tamte lata było stwierdzenie, że ... w zalewie zachodnich kapel Oi! polskie grupy wyróżniają się znacząco i nie mamy się czego wstydzić.

## Utwory
| lp | wykonawca           | tytuł               | czas |
| -- | ------------------- | ------------------- | ---- |
| 1  | The Real Horrorshow | '77                 |      |
| 2  | The Real Horrorshow | Piwo                |      |
| 3  | The Real Horrorshow | Honor Gangstera     |      |
| 4  | The Real Horrorshow | Durango '95         |      |
| 5  | The Real Horrorshow | Miasta              |      |
| 6  | The Real Horrorshow | Zagłębie Sosnowiec  |      |
| 7  | Rezystencja         | Nasza Muzyka        |      |
| 8  | Rezystencja         | Błędne Koło         |      |
| 9  | Rezystencja         | Majkel Dżekson      |      |
| 10 | Rezystencja         | Ustroń              |      |
| 11 | Rezystencja         | Piłka Nożna         |      |
| 12 | Rezystencja         | Psychoza Nienawiści |      |
| 13 | Zbeer               | Bistro              |      |
| 14 | Zbeer               | Natalka             |      |
| 15 | Zbeer               | Bootboy             |      |
| 16 | Zbeer               | Taki Właśnie Jestem |      |
| 17 | Zbeer               | Podwórko            |      |
| 18 | Zbeer               | Robotniczy Song     |      |
| 19 | 4 Pakers            | Powrót Na Ulicę     |      |
| 20 | 4 Pakers            | Grunwald            |      |
| 21 | 4 Pakers            | Na Ulicach          |      |
| 22 | 4 Pakers            | To My               |      |
| 23 | 4 Pakers            | Matrix              |      |
| 24 | 4 Pakers            | Zjednoczenie        |      |